# Beobachtungssatz
Empirische Beobachtungssätze, auch Konstatierungen, werden im logischen Empirismus Aussagen genannt, über deren Gültigkeit durch sinnliche Beobachtung eine intersubjektive Übereinkunft erzielt werden kann. Sie dienen als empirische Basis zur Überprüfung von Theorien und waren Gegenstand der Protokollsatzdebatte des Wiener Kreises zu Beginn der 1930er Jahre. Bis dahin vertretene Auffassungen, dass Beobachtungssätze eine absolut gesicherte Basis bieten, wurden infolge der Debatte weitgehend aufgegeben und durch einen Fallibilismus ersetzt. Demnach kann bei solchen Sätzen durch empirische Prüfung zwar eine intersubjektive Übereinkunft im Rahmen eines Forschungskontextes erzielt werden, die aber immer insofern vorläufig ist, als sich Beobachtungssätze durch weitere Überprüfungen auch als letztlich falsch erweisen können. Die Problematik der Protokollsätze ist Gegenstand des Basisproblems der Erfahrung.

## Beobachtungssatz (Moritz Schlick)
Nach Moritz Schlick kann nur die eigene Konstatierung, in der die Berührung der Theorie mit der Wirklichkeit zustande kommt, absolute Gewissheit bieten. Ein Erfüllungserlebnis, hervorgerufen durch Übereinstimmung von Voraussage und Konstatierung, führt zur Formulierung von Beobachtungsätzen. Diese Beobachtungssätze gelten nur zum exakten Zeitpunkt der Formulierung als absolut gewiss. Nach diesem Zeitpunkt verwandeln sie sich in Hypothesen ohne zwingende Absolutheit, da dann Fehlerquellen (Erinnerungsfehler, fehlerhafte Niederschrift usw.) vorhanden sein können. Schlick sieht aus diesem Grund auch einen Unterschied zwischen Protokollsätzen und Beobachtungssätzen. Der Protokollsatz ist jener Satz, welcher die Wahrnehmung eines Subjekts thematisiert. Die Konstatierung tut dies nicht, da sie nicht aufgeschrieben werden kann.
Daran wird kritisiert, dass selbst ein subjektives gewisses Erlebnis keine gewisse intersubjektive Aussagen garantiert, das Induktionsproblem nicht gelöst wird und auch die subjektive Gewissheit des eigenen Erlebens nicht gewiss ist.

## Protokollsatz (Otto Neurath)
Motiviert durch Pierre Duhems These der Theoriengeladenheit aller Beobachtungen hat Otto Neurath die Auffassung Schlicks von der absoluten Gewissheit von Beobachtungssätzen als metaphysische Scheinthese kritisiert. Theorien müssen nach Neurath mit Protokollsätzen in Übereinstimmung gebracht werden. Diese müssen intersubjektiv formuliert sein und einen Verweis auf eine (wahrnehmende) Person enthalten, beispielsweise in der Form: «Die Person {\displaystyle X} hat zur Zeit {\displaystyle t} am Ort {\displaystyle O} das und das wahrgenommen». Protokollsätze besitzen nach Neurath keine absolute Gewissheit, sondern ihre Anerkennung beruht auf Konventionen.
Neurath schlug für Protokollsätze eine Form vor, in der immer ein Personenname in bestimmter Verknüpfung mit anderen Termini mehrmals vorkommt: „Ottos Protokoll um 3 Uhr 17 Minuten: [Ottos Sprechdenken war um 3 Uhr 16 Minuten: (Im Zimmer war um 3 Uhr 15 Minuten ein von Otto wahrgenommener Tisch)]“

## Beobachtungssatz (Rudolf Carnap)
Der Unterschied zwischen singulären Sätzen, zu denen die Beobachtungsätze gehören, und Allaussagen (beispielsweise Naturgesetze) ist nach Rudolf Carnap nur graduell, sodass singuläre Sätze genauso wie Allaussagen letztlich nicht endgültig verifiziert werden können. Nach Carnap enthält die Annahme bzw. Ablehnung eines Beobachtungssatzes deshalb eine intersubjektive konventionelle Komponente, da keine allgemeine Regel für die Annahme oder Ablehnung eines Satzes existiert. Prinzipiell kann jeder Beobachtungssatz auch verworfen werden. Neben der konventionellen Komponente gibt es aber auch eine objektive Komponente, welche aus der gemachten Beobachtung resultiert. Beobachtungen können z. B. so deutlich sein, dass man praktisch nicht anders kann als einen Beobachtungssatz zu akzeptieren, auch wenn trotzdem eine Ablehnung theoretisch möglich wäre. Nach Carnap sind Beobachtungssätze also keine absolut sicheren Wahrheiten, aber auch keine reinen Konventionen. Carnap unterteilte die wissenschaftliche Sprache in eine theoretische Kunstsprache und eine empirische Beobachtungsprache, zu der die Beobachtungsätze gehören.

## Basissatz (Karl Popper)
Karl Popper behandelt Protokollsätze als das Problem der empirischen Basis (kurz: „Basisproblem“) in der Logik der Forschung (1935). Nach seiner Auffassung kann es keine reinen Protokollsätze geben, da sie bereits Theorien voraussetzen, sie also „theoriegeleitet“ sind und bereits eine Interpretation beinhalten, z. B. die Benennung von wahrgenommenen Objekten, Identifikationen von Personen und Orten. Ein singulärer Aussagesatz behauptet weit mehr als wir je wahrnehmen; Popper nennt dies die „Transzendenz der Darstellung“.
Popper führte daher das Konzept der „Basissätze“ ein. Basissätze haben bei Popper statt «Die Person {\displaystyle X} hat zur Zeit {\displaystyle t} am Ort {\displaystyle O} wahrgenommen: Der Tisch ist weiß» die Form «Zur Zeit {\displaystyle t} am Ort {\displaystyle O} ist der Tisch weiß», weil dadurch eine objektive Aussage über den Tisch selbst gemacht wird, nicht lediglich eine Aussage über den subjektiven Eindruck einer bestimmten Person.
Ihnen wird kein Beweischarakter zugesprochen; stattdessen besitzen sie konventionellen Charakter. Denn wenn wir Beobachtungen als wahr oder falsch akzeptieren, so entscheiden wir aufgrund einer unsicheren Beurteilung der relevanten Beobachtungssituation. Diese Entscheidungen sind also stets aufgrund weiterer und/oder anderer Beobachtungen revidierbar.
Trotzdem gibt es eine durch vereinfachte Rezeption von Poppers Werk entstandene Abwandlung seiner Erkenntnistheorie, welche auf Protokollsätze statt auf Basissätze zurückgreift und daher als dogmatischer Falsifikationismus bezeichnet wird.

## Beobachtungssatz (Willard Van Orman Quine)
Die Auffassung von Willard Van Orman Quine über Beobachtungssätze ist durch seinen radikalen Empirismus, seinen Behaviorismus und seinen naturalistischen Holismus geprägt. Im Gegensatz zu Carnap hält Quine die scharfe Unterscheidung zwischen theoretischer Sprache und Beobachtungssprache für nicht möglich. Da für ihn Theorie und Sprache unauflöslich miteinander verknüpft sind, ist die Grenze zwischen beiden fließend. Trotzdem hält Quine an den Beobachtungssätzen fest, welche für ihn durch ihre Intersubjektivität und die enge kausale Verknüpfung zu den Sinnesrezeptoren von den übrigen Sätzen ausgezeichnet werden. Diese beiden Forderungen bedeuten konkret, dass Urteile über die Beobachtungssätze nur von Reizungen der Sinnesrezeptoren und nur von der gespeicherten Information abhängen, welche zu ihrem Verständnis notwendig ist, sowie dass alle Mitglieder einer Sprachgemeinschaft zu demselben Urteil über sie gelangen, sofern sie denselben Sinnesreizungen ausgesetzt sind.